# Antonio Ottavi
Antonio Ottavi (Reggio nell'Emilia, 15 agosto 1831 – Custoza, 24 giugno 1866) è stato un patriota e militare italiano.

## Biografia
Lo storico reggiano Giuseppe Pomelli, soprannomina il Rainero Taddei e Antonio Ottavi "I due gemelli reggiani", non per somiglianza, ma perché erano amici inseparabili, presero parte insieme alle lotte  risorgimentali e morirono a Custoza sullo stesso campo di battaglia. Entrambi avevano una buona cultura, il Taddei era ingegnere e l'Ottavi ragioniere, ma la loro vita fu spesa combattendo delle battaglie del nostro Risorgimento, uomini d'azione spinti da ideali di libertà e unità che in quegli anni infiammavano e appassionavano gli animi. Già da ragazzi parteciparono ai moti di piazza quando venne eletto papa Pio IX, questi atti misero in allerta la polizia del duca Francesco IV d'Este, che mise sotto stretta sorveglianza i due ragazzi che continuarono le loro attività sovversive tenendosi in contatto con la Carboneria. 
Dopo essersi arruolato volontario nel 1848 partecipò a tutte le battaglie più importanti della prima guerra d'Indipendenza italiana.
Fu uno dei sei reggiani insieme a Rainero Taddei, Massimiliano Costetti, Giuseppe Capellini, Eugenio Ravà e Filippo Riccioni che il 5 maggio 1860 partirono da Quarto al seguito di Giuseppe Garibaldi.
Giuseppe Cesare Abba descriveva la presa di Palermo con parole epiche: "Un nucleo di valorosi, condotti da Tukory e Missori, marciavano in avanguardia. Tra essi si contavano: Nullo, Enrico Cairoli, Vigo Pellizzari, Taddei, Poggi, Scopini, Uziel, Perla, Gnecco ed altri valorosissimi i cui nomi son dolente di non poter ricordare. Cotesta schiera, scelta tra i Mille, non contava il numero, le barricate, i cannoni che i mercenari del borbone avevano assiepato fuori di Porta Termini. Le barricate di Porta Termini, furono superate volando e le colonne dei Mille e le squadre dei Picciotti calpestavano le calcagna della superba avanguardia gareggiando di eroismo."
Seguirono tutte le altre battaglie della Campagna di Sicilia sempre combattute in prima fila. Il 7 settembre entra a Napoli e combatté le battaglie del Volturno, del Macerone, del Garigliano e l'espugnazione delle roccheforti di Capua e di Gaeta che consacreranno definitivamente la vittoria dei garibaldini.
Grazie alle imprese militari nei Mille, l'Ottavi da sottotenente, raggiunse il grado di capitano e la medaglia d'argento al valore militare.
Rimase nell'esercito italiano e appena dichiarata la guerra all'Austria nel 1866, ritorna al fianco di Garibaldi coprendosi di gloria per il coraggio mostrato in battaglia. Morì il 24 giugno 1866 nella battaglia di Custoza insieme al "gemello" Rainero Taddei.
Dopo la morte gli venne conferita la medaglia di bronzo al valor militare: "... per i comportamento tenuto durante la battaglia di Custoza ..." e venne anche nominato cavaliere dell'Ordine della Corona d'Italia.
Il pittore Gian Angelo Ugolini, reggiano di nascita, trasse da due fotografie degli inseparabili garibaldini, dei ritratti ad olio ora esposti nel Museo del Tricolore.
Nell'elenco ufficiale dei partecipanti all'impresa pubblicato sulla Gazzetta Ufficiale del Regno d'Italia del 12 novembre 1878, lo si trova al numero 709.